# Дон Ейрі
Дональд Сміф (Дон) Ейрі (англ. Donald Smith (Don) Airey; нар. 21 червня 1948 в місті Сандерленд, Англія) — британський піаніст, композитор, органіст, аранжувальник. Здобув популярність, співпрацюючи з багатьма відомими гуртами і музикантами, зокрема з Оззі Осборном, Ґері Муром, Брайаном Меєм, Black Sabbath, Judas Priest, тощо. В 2002 році замінив Джона Лорда і є постійним учасником Deep Purple.

## Ранні роки
Натхненний своїм батьком, Норманом Ейрі, Дон Ейрі полюбив музику в ранньому віці і навчався грати на класичному фортепіано з семи років. Він закінчив Університет Ноттінгема (англ. University of Nottingham) і отримав диплом Королівського Північного Коледжу Музики (англ. Royal Northern College of Music).

## Музична кар'єра
В 1971 році Дон Ейрі переїхав до Лондона і приєднався до гурту Козі Пауелла, який називався Hammer. Дон працював над кількома альбомами сольних виконавців і був сесійним музикантом в Black Sabbath під час запису альбому Never Say Die! в 1978. Незабаром Козі Пауелл запросив Дона в Rainbow, і врешті в 1978 Дон стає повноцінним учасником гурту. З Rainbow він записав альбоми Down to Earth і Difficult to Cure. Він також грав в одному з найвпливовіших джаз-рок гуртів Colosseum II.
Після того, як Дон залишив Rainbow в 1981 році, він приєднався до Оззі Осборна на три роки і брав участь в записі альбомів Bark at the Moon та Speak of the Devil, Blizzard of Ozz, виступав з Оззі Осборном під час туру в підтримку альбому Diary of a Madman в 1981—1982. В 1987 Ейрі приєднався до Jethro Tull під час туру на підтримку альбому Crest of a Knave. В тому ж році у світ вийшов альбом гурту Whitesnake з однойменною назвою Whitesnake, в якому Ейрі грав на клавішних. Незабаром після цього він пішов з гурту, щоб записати сольний альбом K2 — Tales of Triumph and Tragedy. В записі альбому брали участь: Ґері Мур, Кейт Ейрі — гітари, Козі Пауелл — барабани, Лоренц Коттл — бас-гітара, Кріс (Гамлет) Томпсон, Колін Блонстоун, Мел Ґаллі, Ґенкі Хітомі — вокал. Альбом зазнав комерційної невдачі і вийшов в 1989 році обмеженим тиражем в Німеччині та Японії.
В 1990 році Дон Ейрі грав на клавішних на альбомі Painkiller гурту Judas Priest. Спочатку Ейрі грав у всіх композиціях альбому, але його партії були вирізані, щоб зробити звучання альбому більш жорстким і важчим. В 1997 році приєднався до гурту Katrina and the Waves і зіграв з ними на Євробаченні пісню «Love Shine a Light» в 1997 році. Пісня виграла конкурс. В 1999 році він приєднався до хард-рок гурту Ten, в якому він грав на клавішних на альбомі Babylon. Він також гастролював з гуртом на підтримку нового альбому. Ейрі працював з Брюс Діккінсоном з Iron Maiden, брав участь в записі альбому Tattooed Millionaire, який вийшов в 1990, співпрацював з Брайаном Меєм (альбом Back to the Light), Міккі Муді (альбом I Eat them for Breakfast). В 2006 році взяв участь в записі альбому Ґері Мура Old New Ballads Blues.

## Deep Purple
Дон Ейрі працював в гурті Company of Snakes, коли басист Роджер Гловер звернувся до нього влітку 2001 року з проханням підмінити на гастролях захворілого клавішника Джона Лорда. Ейрі вдалося вдало вписатися в зірковий колектив і в 2002, коли Джон Лорд зважився залишити «Deep Purple» заради своєї мрії — повноцінної роботи над багатогранними симфонічними творами — Дон Ейрі став постійним учасником гурту. З Deep Purple Ейрі записав три студійні альбоми: Bananas (2003), Rapture of the Deep (2005) і Now What?! (2013).

## Особисте життя
Ейрі живе зі своєю дружиною, Доріс, і трьома дітьми в Південно-Західному Кембріджширі. В нього є два брати: Кейт, який грав в рок-гурті The Zombies (2001—2010 роки) та Пол. В даний час Дон Ейрі пише книгу про власний досвід в музичному бізнесі.

## Підтримка України
У березні 2022 року Дон Ейрі разом із іншими учасниками «Deep Purple» засудив російське вторгнення в Україну:
|            | Спостерігаючи за новинами про те, що російські ракети щойно зруйнували Оперний театр у Харкові, де майже рівно 20 років тому виступали «Deep Purple», згадую, як Ієн Гіллан знайшов у роздягальні та одягнув пачку й проголосив себе «Deep Purple в сукні», як обладнання мало прибути о 19:00, а шоу повинно було якимось чином розпочатись о 20:00. Пам'ятаю старого апаратника, який намагався змусити молоду публіку сісти під час концерту з таким завзяттям, що в нього стався припадок. Пам'ятаю, як наступного дня на шляху до аеропорту запитав про статую: "Це Ленін?", а Роджер Гловер відповів: "Ну, це точно не Маккартні". Сьогодні інший день, та я щойно написав Дмитру Медведєву, колишньому президенту, а нині голові Ради безпеки Росії, та повернув автограф, який він дав мені на вечері для «Deep Purple» в Палаці Горького в березні 2011 року, на знак протесту проти його численних заяв після вторгнення. |
| — Дон Ейрі | |

## Дискографія
- 1974 — Козі Пауелл — «Na Na Na» (сингл)
- 1976 — Babe Ruth — Kid's Stuff
- 1976 — Colosseum II — Strange New Flesh
- 1977 — Colosseum II — Electric Savage
- 1977 — Colosseum II — War Dance
- 1977 — Ендрю Ллойд Веббер — Variations
- 1978 — Джим Рафферті — Don't Talk Back
- 1978 — Strife — Back to Thunder
- 1978 — Black Sabbath — Never Say Die!
- 1979 — Ґері Мур — Back on the Streets
- 1979 — Rainbow — Down to Earth
- 1979 — Козі Пауелл — Over the Top
- 1980 — Оззі Осборн — Blizzard of Ozz
- 1980 — Michael Schenker Group — The Michael Schenker Group
- 1980 — Берні Марсден — And About Time Too
- 1981 — Козі Пауелл — Tilt
- 1981 — Rainbow — Difficult to Cure
- 1981 — Rainbow — Finyl Vinyl (compilation album — 1986)
- 1982 — Ґері Мур — Corridors of Power
- 1983 — Ґері Мур — Dirty Fingers
- 1983 — Ґері Мур — Rockin' Every Night — Live in Japan
- 1983 — Оззі Осборн — Bark at the Moon
- 1985 — Alaska — The Pack
- 1985 — Phenomena — Phenomena
- 1985 — Ґері Мур — Run For Cover
- 1986 — Zeno — Zeno
- 1987 — Thin Lizzy — Soldier of Fortune (компіляція)
- 1987 — Whitesnake — Whitesnake
- 1987 — Wild Strawberries — Wild Strawberries
- 1987 — Helix — Wild in the Streets
- 1988 — Fastway — Bad Bad Girls
- 1988 — Jethro Tull — 20 Years of Jethro Tull
- 1989 — Дон Ейрі — K2
- 1989 — Ґері Мур — After the War
- 1989 — Whitesnake — Slip of the Tongue
- 1989 — Crossbones — Crossbones
- 1990 — Perfect Crime — Blond on Blonde
- 1990 — Jagged Edge — You Don't Love Me
- 1990 — Judas Priest — Painkiller
- 1990 — Брюс Дікінсон — Tattooed Millionaire
- 1990 — Forcefield — IV — Let the Wild Run Free
- 1990 — Ґері Мур — Still Got the Blues
- 1990 — Tigertailz — Bezerk
- 1992 — Козі Пауелл — Let the Wild Run Free
- 1992 — UFO — High Stakes & Dangerous Men
- 1992 — Anthem — Domestic Booty
- 1992 — Kaizoku — Kaizoku
- 1993 — Брайан Мей — Back to the Light
- 1994 — Ґрем Боннет — Here Comes the Night
- 1994 — The Kick — Tough Trip Thru Paradise
- 1994 — Katrina and the Waves — Turnaround
- 1997 — Quatarmass II — Long Road
- 1997 — Гленн Тіптон — Baptizm of Fire
- 1998 — Колін Блонстоун — The Light
- 1998 — The Cage — The Cage
- 1998 — Олаф Ленк — Sunset Cruise
- 1998 — Едді Хардін — Wind in the Willows (наживо)
- 1998 — The Snakes — Live in Europe
- 1999 — Millennium — Millennium
- 2000 — Міккі Муді — I Eat Them for Breakfast
- 2000 — Silver — Silver
- 2000 — Улі Джон Рот — Transcendental Sky Guitar
- 2000 — Olaf Lenk's F.O.O.D. — Fun Stuff
- 2000 — Ten — Babylon
- 2002 — Company of Snakes — Burst The Bubble
- 2001 — Маріо Фашано — E-Thnic
- 2001 — Judas Priest — Demolition
- 2001 — Silver — Dream Machines
- 2001 — Rolf Munkes' Empire — Hypnotica
- 2001 — Company of Snakes — Here They Go Again
- 2002 — Metalium — Hero Nation — Chapter Three
- 2002 — Берні Марсден — Big Boy Blue
- 2002 — Rolf Munkes' Empire — Trading Souls
- 2003 — Deep Purple — Bananas
- 2003 — Living Loud — Living Loud
- 2003 — Silver — Intruder
- 2005 — Кімберлі Рюв — Essex Hideaway
- 2005 — Deep Purple — Rapture of the Deep
- 2006 — Гвін Аштон — Prohibition
- 2006 — Ґері Мур — Old New Ballads Blues
- 2006 — Гленн Тіптон — Edge of the World
- 2008 — Дон Ейрі — A Light In The Sky
- 2008 — Judas Priest — Nostradamus
- 2011 — Saxon — Call to Arms
- 2011 — Wishbone Ash — Elegant Stealth
- 2011 — Дон Ейрі — All Out
- 2013 — Deep Purple — Now What?!